# خلاصه‌نویسی
در فن نگارش، خلاصه‌نویسی نوشتن یک متن در قالبی کوتاه‌تر است، بی آنکه به مضمون اصلی آن خللی وارد شود. خلاصه‌نویسی نوعی ایجاز است؛ یعنی بیان مقصود در کوتاه‌ترین عبارت.
هدف از خلاصه‌نویسی آن است که خواننده، بدون صرف وقت بر روی جزئیات و نکات کم‌اهمیت متن، به منظور اصلی نویسنده پی ببرد.

## انواع روش‌های خلاصه‌نویسی
- خلاصه‌نگاری (نگارش با استفاده از فنون خلاصه‌نویسی)؛
- خلاصه‌سازی یا تلخیص (خلاصه‌کردن آثار نویسندگان دیگر)؛

## مزایای خلاصه‌نویسی
- افزایش خوانایی و آسان‌خوانی؛ مهم‌ترین دلیل برای خلاصه‌نویسی یک متن، افزایش خوانایی و آسان‌خوانی است، چرا که با افزایش طول جمله بر حسب کلمه، و طول کلمه بر حسب حرف، خواندن دشوار می‌شود.

- انتقال فوری پیام؛ با خلاصه‌نویسی، مخاطب، به دریافت فوری پیام اصلی نایل می‌شود. خبرنگاران هم به دلیل لزوم انتشار به موقع خبرها و فوریت اطلاع‌رسانی - با گزینش جزئیات مهم یک رویداد، و اولویت‌بندی آن‌ها در هر بند از خبر - خلاصه‌نویسی می‌کنند. رعایت خلاصه‌نویسی، در انواع خبرها، مثل خبر فوری، خبر خلاصه و خبر کوتاه، مهم است.

- تأمین رضایت مخاطب؛ با خلاصه‌نویسی در نوشتن و سخن‌گفتن، با کمترین واژه‌ها و زمان، می‌توان بیشترین معنی را به مخاطب منتقل کرد. مخاطبین امروزین، حوصله حرّافی، پرگویی و درازنویسی را ندارند.

- ارتقای کیفیت مطالعه؛ خلاصه‌سازی یا تلخیص، به درک مواد خواندنی متن کمک می‌کند و نقش مهمی در مطالعه دارد. نوشتن خلاصهٔ یک متن، به ما کمک می‌کند تا ویژگی‌های مشخص آن متن و احکام کلی آن را درک و متمایز کنیم.

- کم حجم کردن؛ ما می‌توانیم با خلاصه کردن یک متن آن را راحت‌تر به یاد سپرده و در مواقع لزوم آن را به یاد آوریم.